# Isopterygium filamentosum
Isopterygium filamentosum är en bladmossart som beskrevs av Edwin Bunting Bartram 1942. Isopterygium filamentosum ingår i släktet Isopterygium och familjen Hypnaceae. Inga underarter finns listade i Catalogue of Life.